# Římskokatolická farnost Rychnov nad Malší
Římskokatolická farnost Rychnov nad Malší je zaniklé územní společenství římských katolíků v rámci českokrumlovského vikariátu českobudějovické diecéze.

## O farnosti
V roce 1363 byla v Rychnově nad Malší založena plebánie. Ves byla od roku 1502 majetkem kláštera klarisek v Českém Krumlově. 
Rychnovský farní kostel sv. Ondřeje pochází z počátku 14. století. V letech 1653–1701 byl vystavěn poutní kostel Panny Marie u Svatého Kamene, který postupně spravovali řeholníci Kongregace bratří Nejsvětější Svátosti a později redemptoristé, kteří odtud odešli v roce 1924. V letech 1895–1950 při poutním kostele existoval též klášter Kongregace sester Nejsvětější Svátosti. Ve druhé polovině 20. století přestal být do farnosti ustanovován sídelní duchovní správce. 
Ke dni 31.12.2019 farnost zanikla. Jejím právním nástupce je Římskokatolická farnost Dolní Dvořiště.
| Kostel                    | Místo             | Bohoslužba          | Bohoslužba | Poznámka            |
| ------------------------- | ----------------- | ------------------- | ---------- | ------------------- |
| Kostel sv. Ondřeje        | Rychnov nad Malší | neděle 1x za 14 dní | 11.15      | bývalý farní kostel |
| Kostel Panny Marie Sněžné | Svatý Kámen       | 1. sobota v měsíci  | 17.00      | poutní kostel       |